# Dudum siquidem
Dudum siquidem (latín: "No ha mucho tiempo atrás") fue una bula otorgada por el papa Alejandro VI con fecha de 26 de septiembre de 1493 en favor de Fernando e Isabel, reyes de Castilla y Aragón. 
Esta bula es la cuarta y última de las Bulas Alejandrinas. Tras hacer referencia a las bulas anteriores, que otorgaban a Castilla y León "las islas y tierras firmes descubiertas y por descubrir hacia occidente y mediodía, que no estuvieran constitucionalmente bajo el actual dominio temporal de señores cristianos".

## Contenido

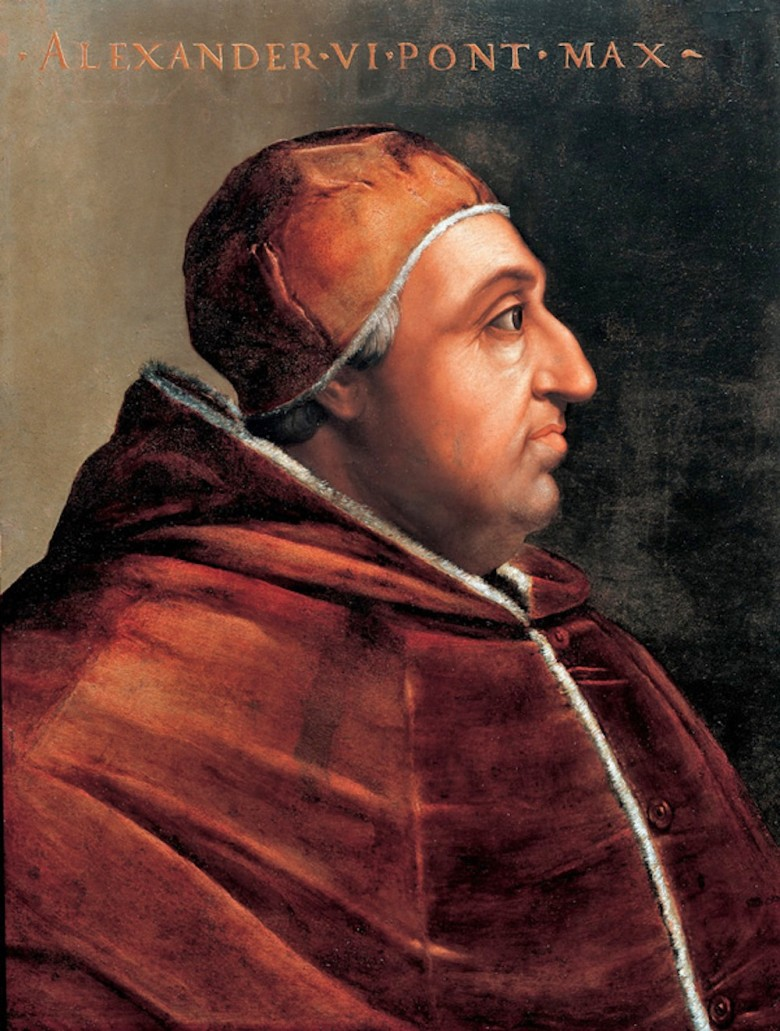
Papa Alejandro VI

La Dudum siquidem, también conocida como "ampliación de la donación de esta" porque ampliaba la concesión de la primera Inter Caetera, afirma que podría ocurrir que los castellanos "que navegasen hacia occidente o mediodía arribasen a las regiones orientales y encontrasen islas y tierras firmes que hubiesen sido o sean de la India" y por ello el Papa amplía la donación a Castilla y León de todos los territorios que se descubran en Asia llegando a ella por la ruta de occidente:

...todas y cada una de las islas y tierras firmes halladas o por hallar, descubiertas o por descubrir que estén, o fuesen o apareciesen a los que navegan o marchan hacia occidente y aun el mediodía, bien se hallen tanto en las regiones occidentales como en las orientales y existan en la India
Bula Dudum siquidem

No aceptó el monarca portugués la línea papal de demarcación -y esto demuestra que no existía la teoría del dominus orbi- y empezó una negociación diplomática entre Castilla y Portugal. Juan II propuso que en vez de un meridiano se trazara un paralelo, reservando a los portugueses la zona austral y dejando la septentrional para los españoles. Los Reyes Católicos insistieron en el meridiano y ofrecieron correrlo más hacia el oeste: hasta 250 leguas e incluso 350 desde Cabo Verde, pero Juan II siguió empeñado en que era necesario llevarlo más lejos, lo que hubo que aceptar al fin. Se acordó colocarlo a 370 leguas al oeste de Cabo Verde. El convenio se plasmó en el Tratado de Tordesillas, firmado el 7 de junio de 1494. Las tierras descubiertas o que se descubrieran al oeste de dicha línea serían castellanas, y las situadas al está comes este de la misma serían portuguesas. La nueva línea, que caería luego hacia la desembocadura del Amazonas, permitió la ocupación de Brasil por parte de Portugal. El empeño del rey de este país por conseguir el paralelo, o al menos un meridiano tan alejado de Cabo Verde, se ha interpretado lógicamente como consecuencia de haber descubierto ya el Brasil, pues no se explica de otra manera.
Según Davenport, esta bula no ha sido hallada en los registros del Vaticano. En el Archivo de Indias de Sevilla se conservan dos manuscritos originales de la bula promulgada pero no llevan la indicación habitual Registrata.